# Lijst van vlaggen van Wit-Russische gemeenten
Dit artikel bevat een lijst van vlaggen van Wit-Russische gemeenten. Vanwege het (potentieel) grote aantal, worden ze hier niet getoond. Dit lijst toont alleen vlaggen van plaatsen met meer dan 5.000 inwoners.

## Oblast Brest

Baranavitsjy
Biaroza
Brest
Byelaazyorsk
Davyd-Haradok
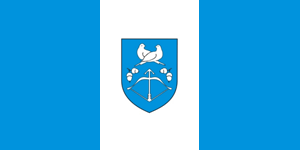
Drahichyn
Hantsavichy
Ivanava
Ivatsevichy
Kamyenyets
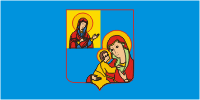
Kobrin
Luninets
Lyakhavichy
Malaryta
Mikashevichy
Pinsk
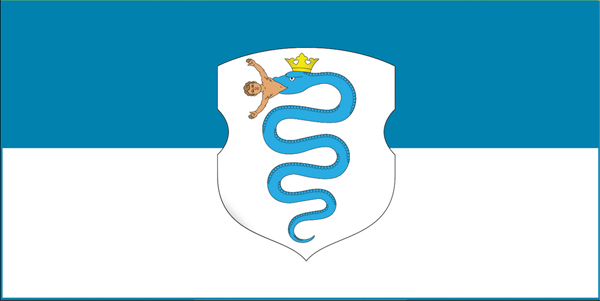
Pruzhany
Stolin
Vysokaye
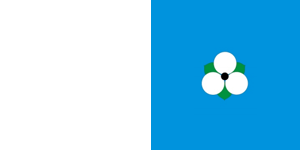
Zhabinka

## Oblast Homel

Buda-Kashalyova
Chachersk
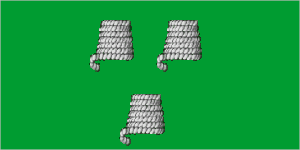
Dobrush
Homel: Vlag
Kalinkavičy
Khoyniki
Mazyr
Narowlya
Pyetrykaw
Rahachow
Retsjytsa
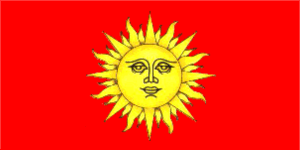
Svetlogorsk
Vetka
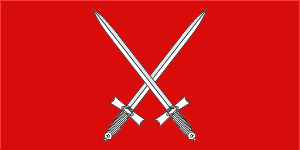
Yelsk
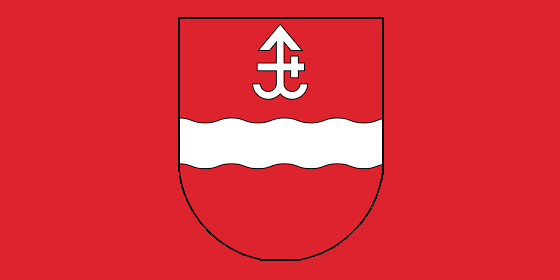
Zhytkavichy
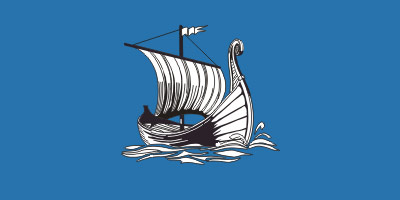
Zjlobin

## Oblast Grodno

Asjmjany
Astravyets
Berezovka
Dzyatlava
Grodno
Iwye
Lida
Masty
Navahroedak
Shchuchyn
Skidzyel’
Slonim
Smarhon
Svislach
Vawkavysk

## Oblast Mogiljov

Asipovitsjy
Babroejsk
Bialyničy
Bykhaw
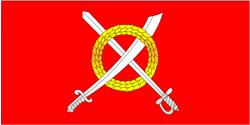
Chavusy
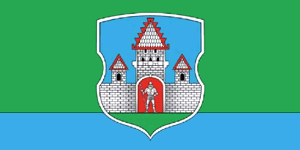
Cherykaw
Horki
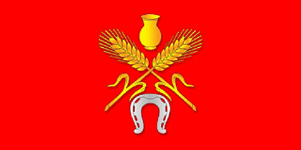
Kastsyukovichy
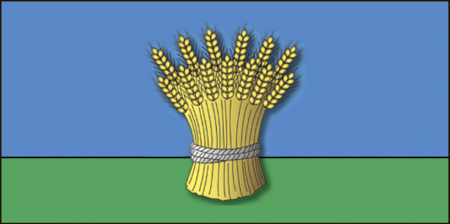
Kirawsk
Klichaw
Klimavichy
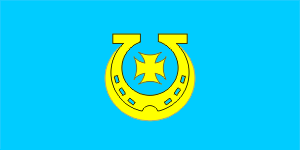
Kruglae
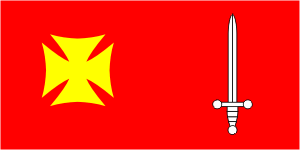
Krychaw
Mahiljow
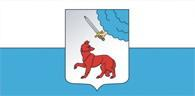
Mstsislaw
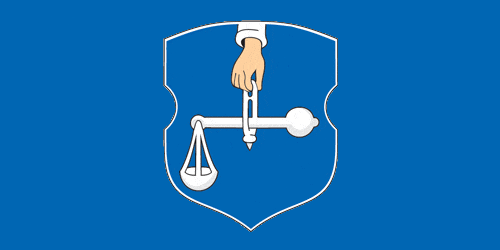
Shkloŭ
Slawharad

## Oblast Minsk

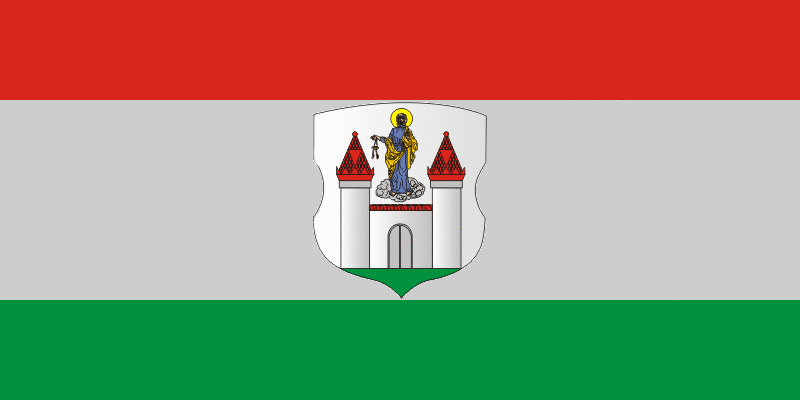
Barysaw
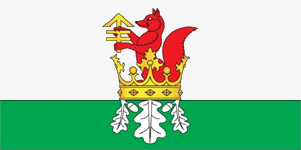
Byerazino
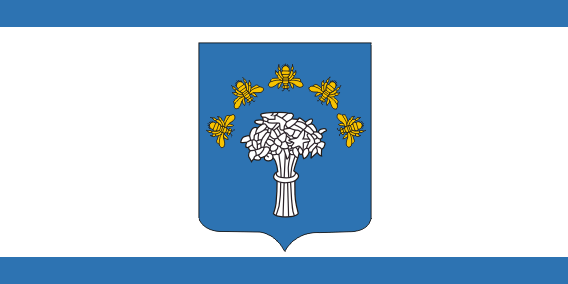
Chervyen’
Dzyarzhynsk
Fanipol
Kapyl
Kletsk
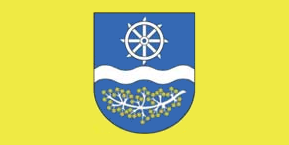
Krupki
Lahoysk
Lyuban
Maladzetsjna
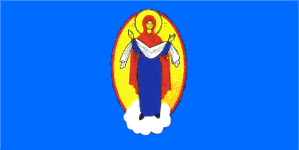
Maryina Horka
Myadzyel
Njasvizj
Salihorsk
Sloetsk
Smaljavitsjy
Staryya Darohi
Stowbtsy
Uzda
Valozhyn
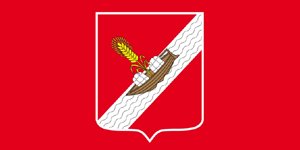
Vilejka
Zaslawye
Zjodzina

## Oblast Vitebsk

Baran
Braslaw
Chashniki
Dokshytsy
Dubrovnya
Haradok
Hlybokaye
Lepel
Miory
Navapolatsk
Novolukoml
Orsja
Pastavy
Polatsk
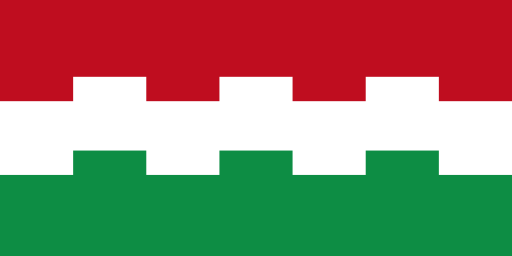
Sharkaushchyna
Syanno
Talachyn
Verkhnyadzvinsk
Vitsebsk: Vlag

## Vlag van de Hoofdstedelijke Horad
| Kaart | Gebiedsdeel | Vlag | Artikel over de vlag  | Ratio | Ingebruikname |
| ----- | ----------- | ---- | --------------------- | ----- | ------------- |
|       | Minsk       |      | Vlag van Minsk (stad) | 2:3   | 27 maart 2001 |

Andorra · Armenië · België · Bosnië en Herzegovina · Brazilië · Bulgarije · Canada · Chili · Colombia · Costa Rica · Denemarken · Duitsland · El Salvador · Estland · Frankrijk · Georgië · Indonesië · Italië · Kroatië · Letland · Liechtenstein · Litouwen · Luxemburg · Malta · Mexico · Montenegro · Nederland · Noord-Macedonië · Noorwegen · Oekraïne · Oostenrijk · Polen · Portugal · Roemenië · Rusland · San Marino · Servië · Slowakije · Spanje · Tsjechië · Venezuela · Verenigd Koninkrijk · Verenigde Staten · Wit-Rusland · Zimbabwe · Zwitserland
Historisch: België · Nederland
Zie ook: Vlaggenlijsten (per land) · Vlaggen van afhankelijke gebieden · Vlaggen van subnationale entiteiten (per land) · Lijst van vlaggen van hoofdsteden